# دستور جهانی
دستور جهانی (به انگلیسی: Universal grammar) نظریه‌ای در زبان‌شناسی است که پایه‌گذار آن نوام چامسکی است و بر مبنای آن، مغز انسان به طور خاص برای یادگیری زبان، پیشاپیش برنامه‌ریزی شده‌است. طبق این نظریه، دانش زبانی انسان بدون آموزش شکل می‌گیرد و از طرف دیگر، همه زبان‌های طبیعی، ویژگی‌های مشترکی دارند. پس برای تعیین اینکه دقیقاً کدام ویژگی‌های زبانی، ذاتی هستند، نیاز به مشاهده، آزمایش و تحلیل وجود دارد.

## استدلال مبنی بر وجود دستور جهانی
به ادعای زبان‌شناسان زایشی مبنای این نظریه بر پایه چند واقعیت قرار دارد:
1. گویش‌وران یک زبان طبیعی، تعدادی قاعده (دستور زبان) در ذهن خود دارند و بر مبنای آن می‌توانند تعداد نامحدودی ساخت دستوری تولید کنند.
2. بدیهی است فرایند یادگیری زبان یا شکل‌گیری دستور زبان، تحت تأثیر داده‌های زبانی است که گویش‌ور در کودکی در معرض آنها قرار می‌گیرد. به عبارت دیگر، کسی که دوره اولیه زندگی خود را در انگلستان بگذراند، انگلیسی یادمی‌گیرد، در حالی که کسی که در چین بزرگ شود، چینی می‌آموزد.
3. نکته مهم و در عین حال کمتر شناخته‌شده در این میان، این است: اطلاعات دستوری که می‌توان از داده‌های محدودی که کودک به آن دسترسی دارد، استخراج کرد، در تبیین جزئیات دانش زبانی گویش‌ور ناکافی یا به تعبیری، دارای تعین ناقص است. به عبارت دیگر، پیچیدگیِ دانش به‌دست‌آمده بسیار فراتر از داده‌های ناقصی است که در دسترس کودک قرار می‌گیرد.

حال به منظور پر کردن خلأ میان دانش زبانی و «داده‌های زبانی اولیه» (PLD)، زبان‌شناسان زایشی استدلال می‌کنند که کودکان از نظر زیستی، نوعی توانایی ذاتی در اکتساب زبان دارند. در پنج دهه گذشته، پژوهش‌های این زبان‌شناسان در جهت ارائه توصیفی از این توانایی بوده که بتواند دو واقعیت عمده را دربارهٔ زبان طبیعی انسان تبیین کند: اول، تنوع سطحی و ظاهری زبان‌ها و دوم، عدم دشواری یادگیری زبان با وجود فقر محرک زبانی (که به آن مسئله افلاطون نیز گفته می‌شود). این توصیف را می‌توان «دستور جهانی» نامید.
در واقع، هر انسان در هنگام تولد، مجهز به تعدادی اصل (یعنی همان دستور جهانی) برای ساخت دستور زبان است. این اصول را می‌توان دستورالعملی برای «پخت» دستور زبان یک زبان خاص با ترکیب، دسته‌بندی و تحلیل داده‌های زبانی اولیه دانست. در واقع دستور جهانی یک تابع است که داده‌های زبانی اولیه را به عنوان درون‌داد می‌گیرد و یک دستور زبان خاص (مثل دستور زبان انگلیسی، آلمانی، فارسی و ...) را به عنوان برون‌داد ارائه می‌دهد.
دستور جهانی را می‌توان اصولی عام برای دستور زبان با پارامترهایی تعیین‌نشده دانست که ارزش آنها بر مبنای تجربه زبانی تعیین می‌شود. این پارامترها را می‌شود کلیدهای «خاموش/روشن» فرض کرد که هر ترکیب مربوط به تنظیم آنها به صورت خاموش یا روشن، دستور یک زبان خاص را شکل می‌دهد. پس، یادگیری یک زبان طبیعی، همان مشخص کردن ارزش برای این پارامترهای تعیین‌نشده یا خاموش و روشن کردن کلیدهاست و این کار را کودک بر مبنای داده‌های زبانی اولیه که در محیط زبانی خود به آن دسترسی دارد، انجام می‌دهد؛ بنابراین، اولاً فرایند یادگیری زبان، به جزئیات درون‌داد زبانی/محیطی حساس است و ثانیاً دانش شکل‌گرفته محدود به اطلاعات متنوع یا درهم‌ریخته‌ای که ناشی از «داده‌های زبانی اولیه» است، نخواهد بود، زیرا اصول عامی که دستور جهانی تعیین کرده‌است، پیشاپیش وجود دارند و صورت کلی این دانش را تعیین می‌کنند.